# Dziecięcy wieloukładowy zespół zapalny w następstwie zakażenia wirusem SARS-CoV-2
Dziecięcy wieloukładowy zespół zapalny w następstwie zakażenia wirusem SARS-CoV-2 (ang. paediatric inflammatory multisystem syndrome – temporally associated with SARS-CoV-2 – PIMS-TS lub multisystem inflammatory syndrome in children – MIS-C) – choroba występująca u dzieci, które przeszły, często bezobjawowo, zakażenie wirusem SARS-CoV-2.
PIMS-TS wyróżniono na podstawie doniesień na temat przypadków ostrego zespołu zapalnego z nakładającymi się objawami choroby Kawasakiego i zespołu wstrząsu toksycznego. Do najczęściej występujących objawów należy wysoka gorączka utrzymująca się przez kilka dni, a także silne bóle brzucha. Ze względu na wieloukładowy charakter choroby, mogą towarzyszyć jej objawy ze strony różnych układów, m.in. nerwowego (drgawki, silny ból głowy), wydalniczego (bezmocz, skąpomocz), krążenia (spadek ciśnienia krwi, siły skurczowej mięśnia sercowego i zapalenie mięśnia sercowego) oraz skóry i śluzówki (zapalenie spojówek, wysypki niecharakterystyczne i zmienne). W PIMS-TS rozwijać się może także niepohamowany stan zapalny, w tym podwyższone markery (np. CRP, ferrytyna, troponina I, kinaza kreatynowa, pro-BNP).
PIMS-TS występuje 2–4 (do 8) tygodnie po zakażeniu SARS-CoV-2.
Pacjenci początkowo byli leczeni podawanymi dożylnie w razie potrzeby immunoglobulinami i aspiryną, w terapii drugorzutowej podawano ponownie dożylnie immunoglobuliny i metyloprednizolon oraz doustnie prednizolon. Hipotensja była leczona dużymi dawkami płynów oraz w drugim rzucie noradrenaliną i hormonem antydiuretycznym, a w uporczywej hipotensji dożylnie podawanym hydrokortyzonem.